# Tinjacá (ort)
Tinjacá är en ort i Colombia.   Den ligger i departementet Boyacá, i den centrala delen av landet, 120 km norr om huvudstaden Bogotá. Tinjacá ligger 2 106 meter över havet och antalet invånare är 400.
Terrängen runt Tinjacá är varierad. Tinjacá ligger nere i en dal. Runt Tinjacá är det ganska tätbefolkat, med 75 invånare per kvadratkilometer. Närmaste större samhälle är Chiquinquirá, 19,5 km väster om Tinjacá. Trakten runt Tinjacá består i huvudsak av gräsmarker.